# Nobelium
Nobelium, også kendt som unnilbium, er et syntetisk grundstof som har symbolet No og atomnummer 102. Nobelium er et radioaktivt grundstof som fremstilles ved at bombardere curium med kulstofioner. Det blev identificeret første gang i 1958 af et forskningshold med Albert Ghiorso og Glenn T. Seaborg i spidsen.

## Karakteristika
Der vides kun lidt om nobelium og der har kun været fremstillet meget små mængder af det. Det har ikke været brugt uden for forskningslaboratorier. Dets mest stabile isotop, 259No, har en halveringstid på 58 minutter og henfalder til 255Fm eller til 259Md.

## Historie
Nobelium (opkaldt efter Alfred Nobel) blev opdaget af Albert Ghiorso, Glenn T. Seaborg, John R. Walton og Torbjørn Sikkeland i april 1958. De brugte en ny tungions lineær accelerator (forkortet HILAC) til at bombardere curium (en blanding af 95% 244Cm og 4,5% 246Cm) med 12C-ioner, hvilket resulterede i 254No, som havde en halveringstid på 55 sekunder. Dette blev gentaget og bekræftet af sovjetiske forskere i Dubna.
Et år tidligere havde svenske forskere dog annonceret at de havde fremstillet en isotop af grundstof nummer 102. De havde skabt en isotop med en halveringstid på 10 minutter ved at bombardere 244Cm med 13C-kerner. Derfor blev det besluttet at give det nye grundstof navnet nobelium. Efterfølgende forsøgte russiske og amerikanske forskere forgæves at eftergøre svenskernes eksperimenter.
I 1966 blev eksperimenterne fra 1958 bekræftet af forskere fra Berkeley, som også beviste eksistensen af 254No (halveringstid 55 s), 252No (halveringstid 2,3 s) og 257No (halveringstid 23 s).

## Isotoper
13 radioisotoper af nobelium er blevet karakteriseret, hvor de mest stabile er 259No med en halveringstid på 58 minutter, 255No med en halveringstid på 3,1 minutter og 253No med en halveringstid på 1,7 minutter. De resterende radioaktive isotoper har halveringstider der er kortere end 56 s.
Atommassen for de kendte nobeliumisotoper går fra 249,088 u (249No) til 262,108 u (262No). Henfaldsmekanismerne for nobeliumisotoper er alfahenfald og spontan fission. Hovedhenfaldsproduktet er grundstof nummer 100, fermium.